# Conseil économique et social (Espagne)
Pour les articles homonymes, voir CES et Conseil économique et social.
Le Conseil économique et social d'Espagne est un organe consultatif du gouvernement espagnol sur les questions économiques et sociales et l'emploi.

## Histoire
Le Conseil économique et social d'Espagne est créée le 18 juin 1991. Il a pour mission de raffermir la coopération entre les acteurs économiques du pays.
En février 2017, les CES d'Espagne et le CES marocain réaffirment leur souhait de collaboration autour des questions climatiques. Les bases de cette coopération entre les 2 conseils consultatifs ont été posées en 2011 avec pour mission de renforcer le pôle maroco-espagnol.